# Pepperdine-universiteit

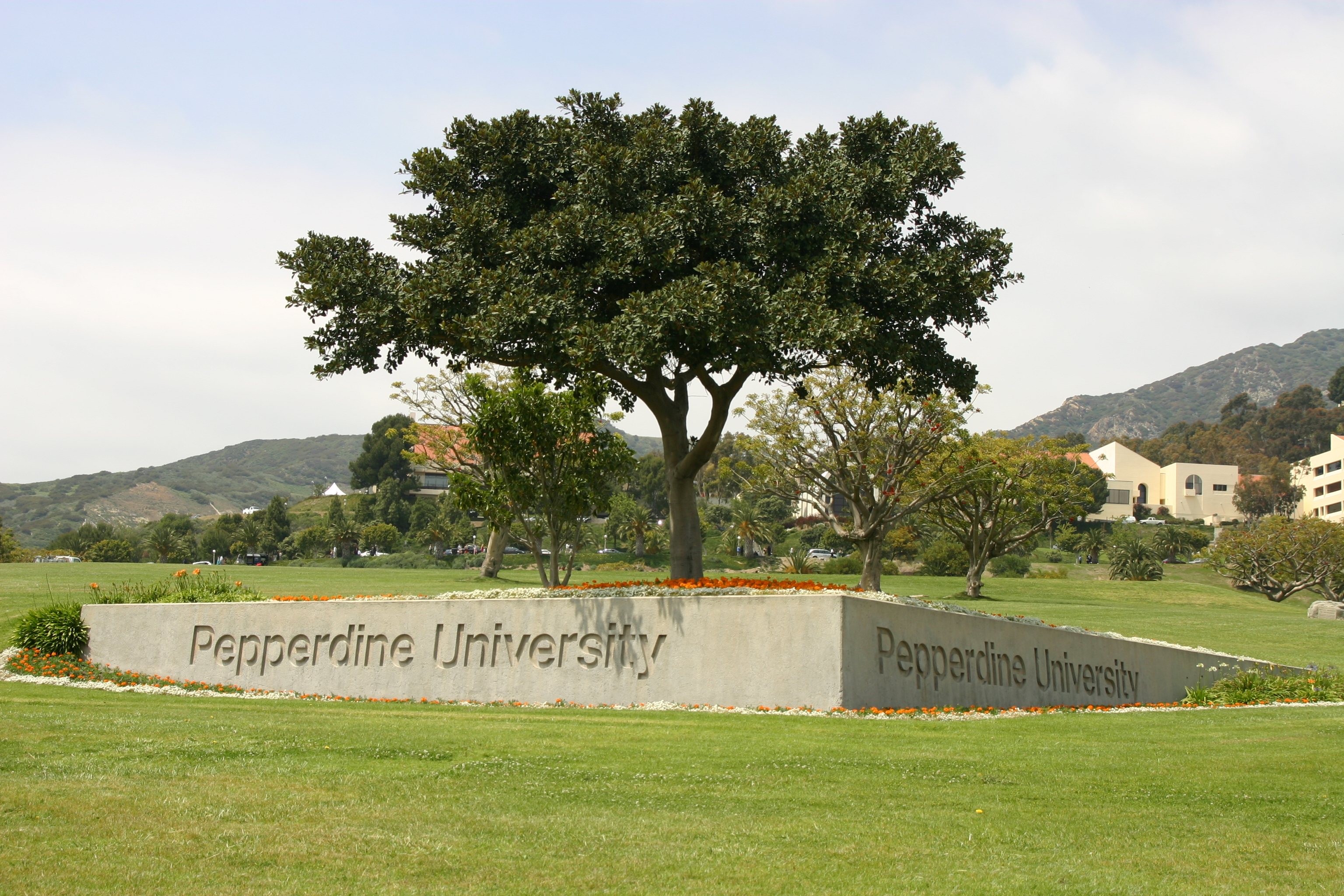
Toegang tot de campus van de Pepperdine-universiteit.

De Pepperdine-universiteit (Engels: Pepperdine University) is een Amerikaanse particuliere onderzoeksuniversiteit in Malibu, een voorstad van Los Angeles (Californië). Ze is geaffilieerd met de Churches of Christ. De universiteit beschikt over een 340 hectare grote campus die uitkijkt over de Stille Oceaan en de Pacific Coast Highway. Er worden ook lessen gegeven aan zes andere campussen in Zuid-Californië en aan internationale campussen in Europa, China en Argentinië.
In de jaren tachtig werd Pepperdine, met name de Pepperdine University School of Law, bekend als een van de conservatiefste universiteiten van de Verenigde Staten. De rechtenschool trok daardoor veel conservatieve professoren aan van het nabijgelegen UCLA en University of Southern California. Bekende conservatieve denkers die aan de universiteit werken of gewerkt hebben, zijn Bruce Herschensohn, Ben Stein, Kenneth Starr, Arthur Laffer, Douglas Kmiec en Daniel Pipes.